# پیش‌ران غواص کلاس آر-۲ مالا
پیش‌ران غواص کلاس آر-۲ مالا (به انگلیسی: R-2 Mala-class swimmer delivery vehicle) یک کلاس از کشتی است که طول آن ۴٫۸ متر (۱۵ فوت ۹ اینچ) می‌باشد.